# Żonqor torony
A  Żonqor torony (máltaiul:  Torri taż-Żonqor ), eredetileg Torre di Zoncol  őrtorony volt a Żonqor-fok közelében, Marsaskala határában, Máltán. A szigetek partvédelmi hálózatának részeként a máltai lovagrend 58. nagymestere, Martín de Redín összesen tizenhárom szabványos kialakítású – négyzetes alaprajzú, kétszintes, lapostetős, tetején egy apró lőportoronyból álló – kisméretű erődtornyot építtetett, amelyek sorában ez volt a tizenegyedik; 1659-ben készült el, egy középkori őrhely közelében. A torony a Szent Tamás-toronnyal együtt a Marsaskala-öböl bejáratát védte. 
A brit katonaság 1915-ben lebontotta, hogy megtisztítsa a modern erődítmények tűzvonalát.
A Żonqor torony helyén jelenleg egy második világháborús bunker áll.

## Fordítás
Ez a szócikk részben vagy egészben  a(z)    Żonqor Tower című angol Wikipédia-szócikk fordításán alapul.  Az eredeti cikk szerkesztőit annak laptörténete sorolja fel. Ez a jelzés csupán a megfogalmazás eredetét és a szerzői jogokat jelzi, nem szolgál a cikkben szereplő információk forrásmegjelöléseként.